# Muirchertach mac Néill
Muirchertach mac Néill (muerto 26 de febrero 943), llamado Muirchertach de los Mantos de Cuero  (irlandés antiguo Muirchertach na Cochall Craicinn), fue un Rey de Ailech.

## Familia
Muirchertach pertenecía a la rama de los Cenél nEógain de los Uí Néill. Era hijo de Niall Glúndub y Gormlaith, por lo que su padre y sus dos abuelos—el padre de Niall, Áed Finnliath y el padre de Gormlaith, Flann Sinna—habían sido Reyes Supremos de Irlanda. Máel Muire ingen Cináeda (Muerto 913), la madre de su padre, se había casado con Flann Sinna tras la muerte de Áed, y le había dado a Domnall (muerto 921) y Liagnach (muerto 932). Era hija del rey de los Pictos, Cináed mac Ailpín. Su mujer fue Dubhdara ingen Cellaig, hija de Cellach mac Cerbaill y hermana de Donnchad mac Cellaig, ambos reyes de Osraige.

## Primeros años
El padre de Muirchertach resultó muerto en batalla contra los hiberno-nórdicos cerca de Dublín el 14 de septiembre de 919 junto con muchos otros reyes irlandeses. El hermano de su madre, Donnchad Donn mac Flainn, se convirtió en nuevo Rey Supremo, mientras que Muirchertach se convertía en nuevo Rey de Ailech.

## Carrera
Muirchertach se casó con Flann, hija de Donnchad, pero las relaciones entre los dos hombres no fueron buenas. El conflicto entre ellos aparece en 927, 929, y 938, pero no sea hasta 941, al año siguiente de la muerte de Flann, que Muirchertach y Donnchad llegaron a las armas. Aquel año Muirchertach asaltó Mide, Osraige, y Munster, tomando al rey de Munster, Cellachán Caisil como rehén para mostrar su poder, así como la limitada autoridad de Donnchad.
Muirchertach era un guerrero incansable, y finalmente encontró la muerte en batalla en 943 a manos de Blácaire mac Gofrith, Rey de Dublín. Su obituario en los Anales de Ulster le denomina "el Hector del mundo occidental", y el "heredero designado de Irlanda".
Su hijo, Domnall ua Néill no sucedió a Donnchad Donn a su muerte al año siguiente de la de Muirchertach, pero finalmente alcanzó el título de rey Supremo tras la muerte del sucesor de Donnchad, Congalach Cnogba en 956.

## Árbol familiar
```
               
Áed Findliath
    
Flann Sinna

             = Máel Muire     = Gormlaith ingen Flann mac Conaing
               |                |
               |                | 
               
Niall Glúndub
  = Gormlaith
                              |
    __________________________|__________________________________
    |                                                           |
    |                                                           |
    
Muirchertach
, murió 943.                               Conaig, d. 937
   =                                                          =?
    |                                                           | 
    |___________________________                                |
    |                          |                                Domnall
    |                          |                                |
    Flaithbertach, d. 949.     
Domnall ua Néill
, d. 980.        |
                               |                                Fergal, Rey de Ailech 980-89 (muerto 1001)
                               |
                       
Familia O'Neill
```